# 박수길 (1933년)
박수길(1933년~)은 대한민국의 전 주유엔대사이다. 고려대학교와 미국 컬럼비아 대학교에서 수학하여, 1961년 제13회 외무고시 합격, 1963년 외무부에 들어갔다. 이후 외무부 조약국장 및 정무차관보, 주모로코 대사, 주캐나다 대사, 주제네바 대사 등을 거쳐 외교안보연구원장을 역임했다. KAL기 폭파사건, 김만철 일가족 탈북사건 등 대한민국의 중요한 외교 이슈와 우루과이 라운드 협상 등 국제사회의 핵심 다자 외교 문제들을 두루 다루었다. 
1996~1997년 2년간 유엔안전보장이사회 한국수석대표 및 의장, 2000~2003년 유엔인권소위원회 위원, 2005~2008년 인도적 지원을 위한 유엔중앙긴급대응기금의 유엔사무총장 자문위원으로 활동하였다. 또한 2009년 8월 서울에서 개최된 제39차유엔협회세계연맹 총회에서 만장일치로 회장에 선출되었고, 2012년 11월 40차 브라질 리우에서 개최된 총회에서 전원 합의로 재선임되었다. 
현재 유엔협회세계연맹 회장 및 국가인권위원회 정책자문위원장, 서울평화상 심사위원으로 재직 중이며, 고려대 국제대학원 석좌교수로도 재직하고 있다.